# Traian Dobrinescu
Traian Dobrinescu (n. 23 mai 1949, Orlești, România) este un filolog, publicist, scriitor și politician român. A fost deputat, ales în 2012 din partea Partidului Național Liberal.

## Studii
Clasele primare și gimnaziale le-a absolvit în comuna natală, iar liceul la Colegiul "Alexandru Lahovari " din Râmnicu-Vâlcea. În anul 1972 a terminat Facultatea de Filologie din cadrul Universității "Babeș-Bolyai" din Cluj-Napoca.

## Activitate profesională
A fost profesor de limba și literatura română la Școala Generală din Malaia (jud. Vâlcea) și la Liceul Mecanic din Băbeni (jud. Vâlcea). 

## Activitate jurnalistică
La 19 ianuarie 1990, împreună cu un grup de intelectuali vâlceni, a înființat "Curierul de Vâlcea", primul cotidian particular independent din România. În anul 1992 a fondat "Informația zilei", pe care l-a condus până în 1994.

## Activitate teatrală
În 1991 a participat la fondarea Teatrului de Stat "Anton Pann" din Râmnicu-Vâlcea, unde a fost numit director, calitate în care a coordonat montarea primelor spectacole ale noii instituții: "În așteptarea lui Godot" -  în regia lui Petru Vulcărău și "Libertate conjugală" - în regia lui Silviu Purcărete.

## Activitate economică
Din 1995, s-a dedicat cu precădere conducerii societății mixte româno-italiene "Romitalgraf" și firmei sale TRADO SRL, axată inițial pe comerț internațional. A lucrat 4 ani în Siberia. A fost director la RAPPS Olănești.

## Activitate literară
A debutat în 1990, în volumul colectiv "Preludii epice", apărut la Editura "Mihai Eminescu".
Cântec de violoncel: 60 de texte lirice. București, Editura Ziua, 2002. 128 p.
Urme: 51 de texte lirice. București, Editura Cartea Românească, 2004. 80 p.
Când Dumnezeu îmi spunea pe nume: roman.  Pitești, Editura Paralela 45, 2008. 200 p.
Cei morți înainte de moarte: roman. Craiova, Editura Aius, 2013. 320 p.

## Premii
Premiul pentru proză scurtă "Tudor Arghezi" (1985) și Premiul pentru proză scurtă "Gib Mihăescu" (1986).